# وولف روث
وولف روث (بالألمانية: Wolf Roth)‏ (و. 1945  م) هو ممثل مسرحي، وممثل أفلام، وكاتب سيناريو، وممثل تلفزي من ألمانيا الغربية، وألمانيا، ولد في تورجاو.

## وصلات خارجية
- وولف روث على موقع IMDb (الإنجليزية)
- وولف روث على موقع مونزينجر (الألمانية)
- وولف روث على موقع ألو سيني (الفرنسية)
- وولف روث على موقع أول موفي (الإنجليزية)
- وولف روث على موقع قاعدة بيانات الفيلم (الإنجليزية)
- وولف روث على موقع كينوبويسك (الروسية)